# Путята, Василий Иванович
Васи́лий Ива́нович Путята (1780 — 4 декабря [16 декабря] 1843) — русский чиновник 4-го класса, генерал-кригскомиссар.

## Биография
Сын прапорщика Ивана Антоновича Путяты. В офицеры произведён в 1797 году. Во время Наполеоновских войн упраплял Витебской комиссариатской комиссией, а потом был вице-директором комиссариатского департамента.
12 декабря 1824 года назначен генерал-кригскомиссаром Военного министерства и членом Совета военного министра. Состоял в этой должности до 24 сентября 1827 года, когда был уволен со всех должностей с оставлением при Комиссариатском штате. Вместе с В. В. Варгиным 3 января 1830 года он был заключён в Алексеевский равелин Петропавловской крепости.
Среди прочих наград Путята имел орден св. Анны 1-й степени.

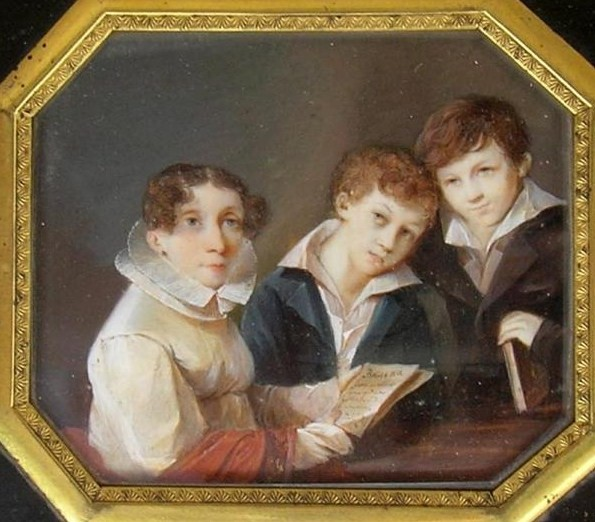
Екатерина Ивановна с сыновьями Иваном и Николаем

## Семья
От брака с Екатериной Ивановной Яфимович (ум. 1833) оставил потомство:
- Николай (1802—1877), действительный статский советник, писатель.
- Иван (1804—1888), полковник.
- Александр (1807—?)
- Дмитрий (1806—1889), генерал от инфантерии, генерал-адъютант.
- Анна (ум. 1880), не замужем.